# Uylenspiegel

L'Uylenspiegel, Journal des ébats artistiques et littéraires, est un hebdomadaire belge qui parut à Bruxelles de 1856 à 1863. Sa création bouscula le conformisme de l'époque.

## Contexte
Des cénacles - comme la Société des « Joyeux » animée par Charles De Coster à partir de 1850 - existaient déjà, sous le signe de la zwanze bruxelloise (truculence). Ils constituèrent le vivier de l'équipe rédactionnelle de l'Uylenspiegel.
Ces jeunes, qui fréquentaient pour la plupart la nouvelle Université libre de Bruxelles, avaient en commun la fantaisie, l'esprit critique, le goût des mystifications et des pseudonymes. Ils étaient unis dans la volonté de combattre l'esprit bourgeois et de fustiger le cléricalisme. Ils voulaient aussi laisser une trace de leurs productions et de leurs activités. C'est ainsi que sous couvert de fantaisie, l'Uylenspiegel allait synthétiser leurs idées sur l'existence, l'art et la littérature, réalisant « le réveil des esprits et des goûts littéraires en Belgique » (Revue Nouvelle, 1852).
 De Coster, qui fréquentait autant les tavernes que l'université, rencontra Félicien Rops qu'il accueillit dans le cercle des « Joyeux » en 1851.

## Création
Félicien Rops, jeune dessinateur et illustrateur, se voulait déjà « peintre de la vie moderne ». Les historiens des lettres belges pensent qu'il est le fondateur principal de l'Uylenspiegel. Soucieux surtout d'entraîner une élite intellectuelle à partager ses idées, Rops s'entoura de Karski, Hallaux et Scaron ; puis, de De Coster, Léon Weber et Léon Jouret.
C'est le 3 février 1856 que le premier numéro d'Uylenspiegel sortit en annonçant une intention critique tournée vers le domaine culturel. Contrairement aux autres journaux estudiantins anarchistes de l'époque, celui-ci se veut libertaire: ni l'organe d'un parti ou d'un homme, le journal affirme son indépendance.
La figure légendaire d'Uylenspiegel servira de modèle à Rops lui-même :
« Aujourd'hui je viens passer quelques éclats de rire à l'exposition de peinture; demain je rirai ailleurs, mais je rirai, le rire est mon essence; jadis, je suis mort de rire, et si je renais, c'est pour rire encore. » (Uylenspiegel au Salon, 1857)
Le journal sera avant tout celui du plaisir de vivre et de la « résistance », celle de Till Ulenspiegel qui incarne, avec une intensité frondeuse, l'idéal flamand contre l'ordre espagnol. Le héros éponyme dépasse la figure nationaliste pour devenir le modèle du libre examen; il s'affirme « populaire », rappelant ainsi les figures rondes de Pieter Brueghel l'Ancien.

## Contenu
Outre l'esprit du journal qui marque l'éveil des lettres belges, on retiendra les illustrations de Rops, qui en fait souvent des tirages à part. De Coster collaborera à l'Uylenspiegel durant les sept premières années de sa parution: écrits politiques et réflexions littéraires. Ce fut surtout pour lui la possibilité de présenter des textes préfigurant La Légende d'Ulenspiegel et des nouvelles qui constitueront le recueil des Légendes flamandes.
Témoin de son temps, le journal prend le parti du réalisme et défend les peintres comme Gustave Courbet, Charles de Groux ou Louis Dubois. Dans ses caricatures des Salons de Bruxelles, Rops stigmatise le conformisme du public.
Les chroniques musicales prennent pour cible la gestion et le fonctionnement du Théâtre de la Monnaie. Léon Jouret, dans une démarche neuve pour l'époque, y défend la chanson populaire. En politique, devant les visées impérialistes de Napoléon III, le journal s'anime d'une fibre patriotique.
En résumé, l'Uylenspiegel témoigne des polémiques littéraires et artistiques auxquelles l'esprit facétieux ajoute l'humour des caricatures. Il est surtout le reflet de la recherche identitaire d'un pays en pleine formation. Il servira de tremplin à la génération suivante, celle de La Jeune Belgique et de la Société libre des Beaux-Arts, celle de Camille Lemonnier, Georges Eekhoud, Maurice Maeterlinck, Georges Rodenbach, Émile Verhaeren.